# Ваймеа (округ Гаваї, Гаваї)
Ваймеа (англ. Waimea) — переписна місцевість (CDP) в США, в окрузі Гаваї штату Гаваї. Населення — 9904 особи (2020).

## Географія
Ваймеа розташована за координатами 20°0′37″ пн. ш. 155°37′32″ зх. д. / 20.01028° пн. ш. 155.62556° зх. д. (20.010327, -155.625491).  За даними Бюро перепису населення США в 2010 році переписна місцевість мала площу 101,86 км², з яких 101,76 км² — суходіл та 0,10 км² — водойми.

### Клімат
| Клімат : Ваймеа                                            | Клімат : Ваймеа | Клімат : Ваймеа | Клімат : Ваймеа | Клімат : Ваймеа | Клімат : Ваймеа | Клімат : Ваймеа | Клімат : Ваймеа | Клімат : Ваймеа | Клімат : Ваймеа | Клімат : Ваймеа | Клімат : Ваймеа | Клімат : Ваймеа | Клімат : Ваймеа |
| Показник                                                   | Січ.            | Лют.            | Бер.            | Квіт.           | Трав.           | Черв.           | Лип.            | Серп.           | Вер.            | Жовт.           | Лист.           | Груд.           | Рік             |
| Середній максимум, °C                                      | 22,6            | 22,3            | 22,5            | 22,9            | 23,3            | 23,6            | 23,7            | 24,3            | 24,9            | 24,9            | 23,7            | 22,3            | 23,4            |
| Середній мінімум, °C                                       | 10,2            | 10,3            | 10,9            | 11,6            | 12,4            | 13,0            | 13,6            | 13,9            | 13,8            | 12,9            | 12,3            | 11,3            | 12,2            |
| ---------------------------------------------------------- | --------------- | --------------- | --------------- | --------------- | --------------- | --------------- | --------------- | --------------- | --------------- | --------------- | --------------- | --------------- | --------------- |
| Джерело: http://www.wrcc.dri.edu/cgi-bin/cliMAIN.pl?hi3077 |                 |                 |                 |                 |                 |                 |                 |                 |                 |                 |                 |                 |                 |

## Демографія
Згідно з переписом 2010 року, у селищі мешкало 9212 осіб у 3150 домогосподарствах у складі 2260 родин. Густота населення становила 90 осіб/км².  Було 3475 помешкань (34/км²).
Расовий склад населення:
| - 31,2 % — білих - 17,3 % — азіатів - 15,8 % — вихідців з тихоокеанських островів - 0,3 % — чорних або афроамериканців - 0,2 % — корінних американців - 1,0 % — осіб інших рас |

До двох чи більше рас належало 34,0 %. Частка іспаномовних становила 9,0 % від усіх жителів.
За віковим діапазоном населення розподілялося таким чином: 27,5 % — особи молодші 18 років, 60,2 % — особи у віці 18—64 років, 12,3 % — особи у віці 65 років та старші. Медіана віку мешканця становила 37,6 року. На 100 осіб жіночої статі у селищі припадало 93,4 чоловіків;  на 100 жінок у віці від 18 років та старших — 91,1 чоловіків також старших 18 років.
Середній дохід на одне домашнє господарство  становив 73 621 долар США (медіана — 58 941), а середній дохід на одну сім'ю — 77 901 долар (медіана — 61 289). Медіана доходів становила 51 361 долар для чоловіків та 31 878 доларів для жінок. За межею бідності перебувало 13,6 % осіб, у тому числі 22,4 % дітей у віці до 18 років та 3,4 % осіб у віці 65 років та старших.
Цивільне працевлаштоване населення становило 4640 осіб. Основні галузі зайнятості: освіта, охорона здоров'я та соціальна допомога — 26,1 %, науковці, спеціалісти, менеджери — 15,5 %, мистецтво, розваги та відпочинок — 14,4 %.